# Kalenborn (bei Altenahr)
Kalenborn, amtliche Schreibweise bis 6. Dezember 1935: Calenborn, ist eine Ortsgemeinde im Landkreis Ahrweiler in Rheinland-Pfalz. Sie gehört seit 1974 der Verbandsgemeinde Altenahr an.

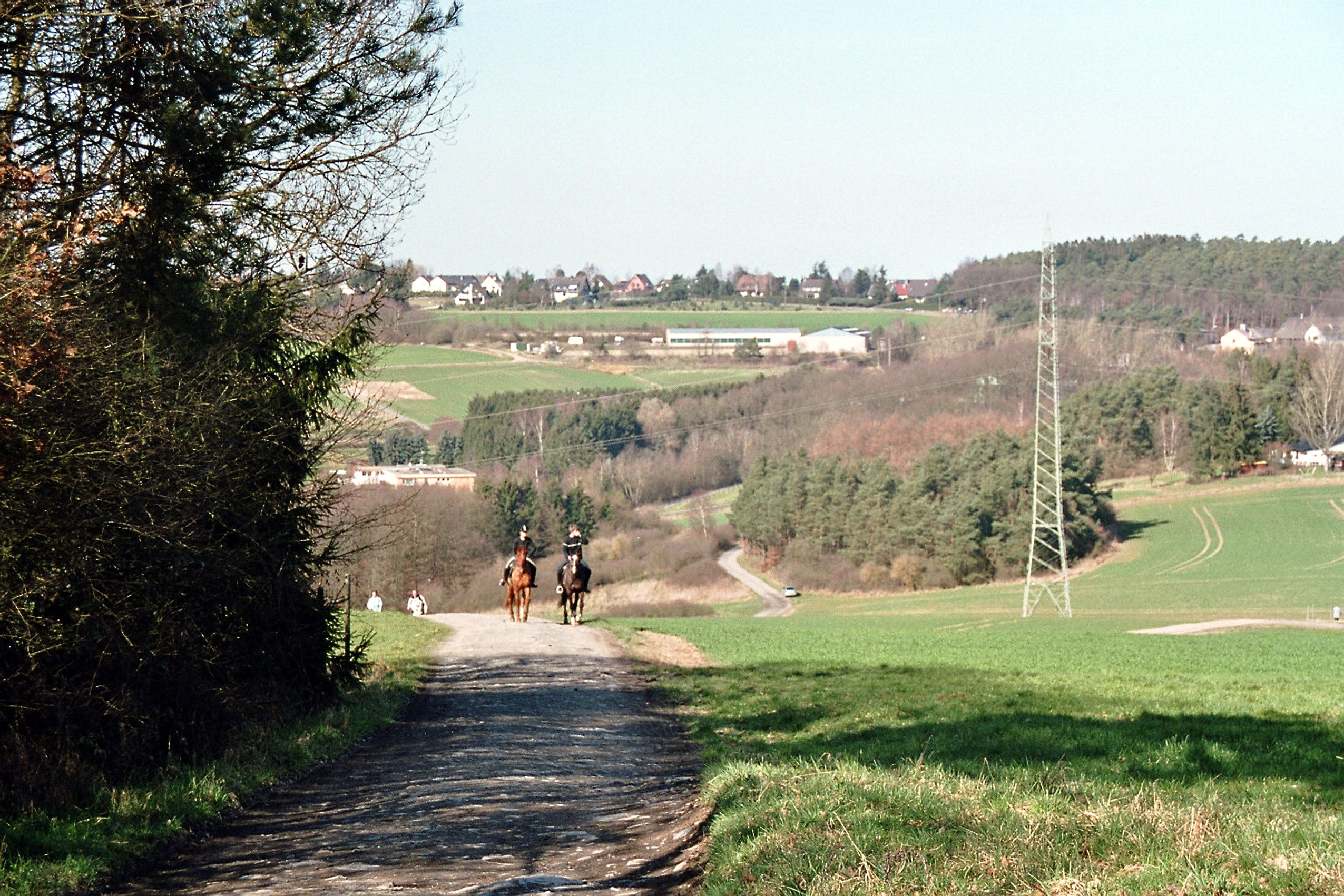
Kalenborn bei Altenahr

## Geographie
Kalenborn liegt im Ahrgebirge. Unmittelbar nördlich des Ortes liegt das Quellgebiet der Swist.
Zu Kalenborn gehört der Wohnplatz Kalenbornerhöhe.
Nachbargemeinden sind: Hilberath, Altenahr und Gelsdorf.

## Geschichte
Bis 1794 bildete der Ort mit seiner Gemarkung eine reichsunmittelbare Herrschaft, die der Kaiser zu Lehen vergab. 1737 wurde Kalenborn durch die Grafen von Hillesheim erworben, die es 1785 an die Reichsgrafen von Spee vererbten, welche bis zum Ende der Feudalzeit dort regierten.
Bergbau
In einem Bergwerk auf der Roßberghöhe (Am Bergwerk 1) wurde unter Tage Blei und Zink gefördert. Der Betrieb wurde eingestellt; nur die Fundamente des Förderturms erinnern an die Anlage.
Bevölkerungsentwicklung
Die Entwicklung der Einwohnerzahl von Kalenborn, die Werte von 1871 bis 1987 beruhen auf Volkszählungen:
| Jahr | Einwohner |
| ---- | --------- |
| 1815 | 210       |
| 1835 | 276       |
| 1871 | 276       |
| 1905 | 263       |
| 1939 | 234       |
| 1950 | 235       |
| 1961 | 286       |

| Jahr | Einwohner |
| ---- | --------- |
| 1970 | 406       |
| 1987 | 467       |
| 1997 | 473       |
| 2005 | 615       |
| 2011 | 623       |
| 2017 | 672       |
| 2023 | 717       |

## Politik

### Bürgermeister
Annette Winnen (CDU) wurde 2019 Ortsbürgermeisterin von Kalenborn. Bei der Direktwahl am 26. Mai 2019 war sie mit einem Stimmenanteil von 85,68 % für fünf Jahre gewählt worden. Sie wurde im Juni 2024 wiedergewählt.
Winnens Vorgänger waren von 2014 bis 2019 Horst Riske (CDU) und von 1994 bis 2014 Konrad Löhndorf (CDU).

### Wappen
| Wappen von Kalenborn | Blasonierung: „Unter einem durch Wellenschnitt grün-silbern geteilten Schildhaupt in grün drei (2:1) goldene Füllhörner.“ |
| Wappen von Kalenborn | Wappenbegründung: In Kalenborn entspringt der Swistbach. Dieser hat seinen Namen von den alten keltischen Wassergottheiten, die meist in der Dreizahl vorkommen. Die Römer nannten sie „matronae“ und haben ihnen im alten Swistgau zahlreiche Denksteine gesetzt. Meistens stellen sie die Drei-Schwestergottheiten, im Besonderen Göttinnen der Fruchtbarkeit, des Gebens. Im Allgemeinen haben sie an jedem Ort andere Namen, die auch zum Namen des Ortes oder der Landschaft beitrugen. |

## Kultur und Sehenswürdigkeiten

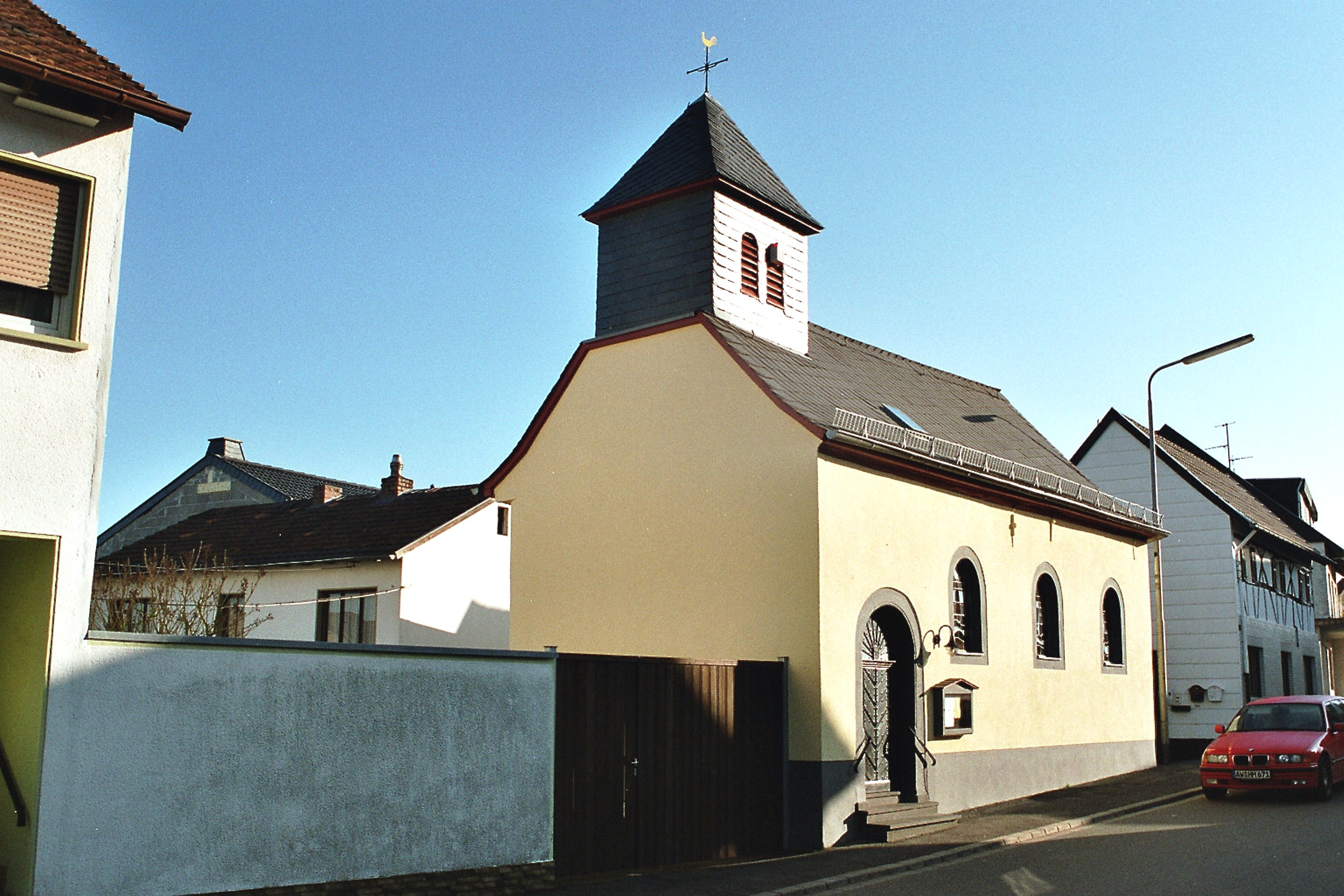
St. Geronis und Bartholomäus

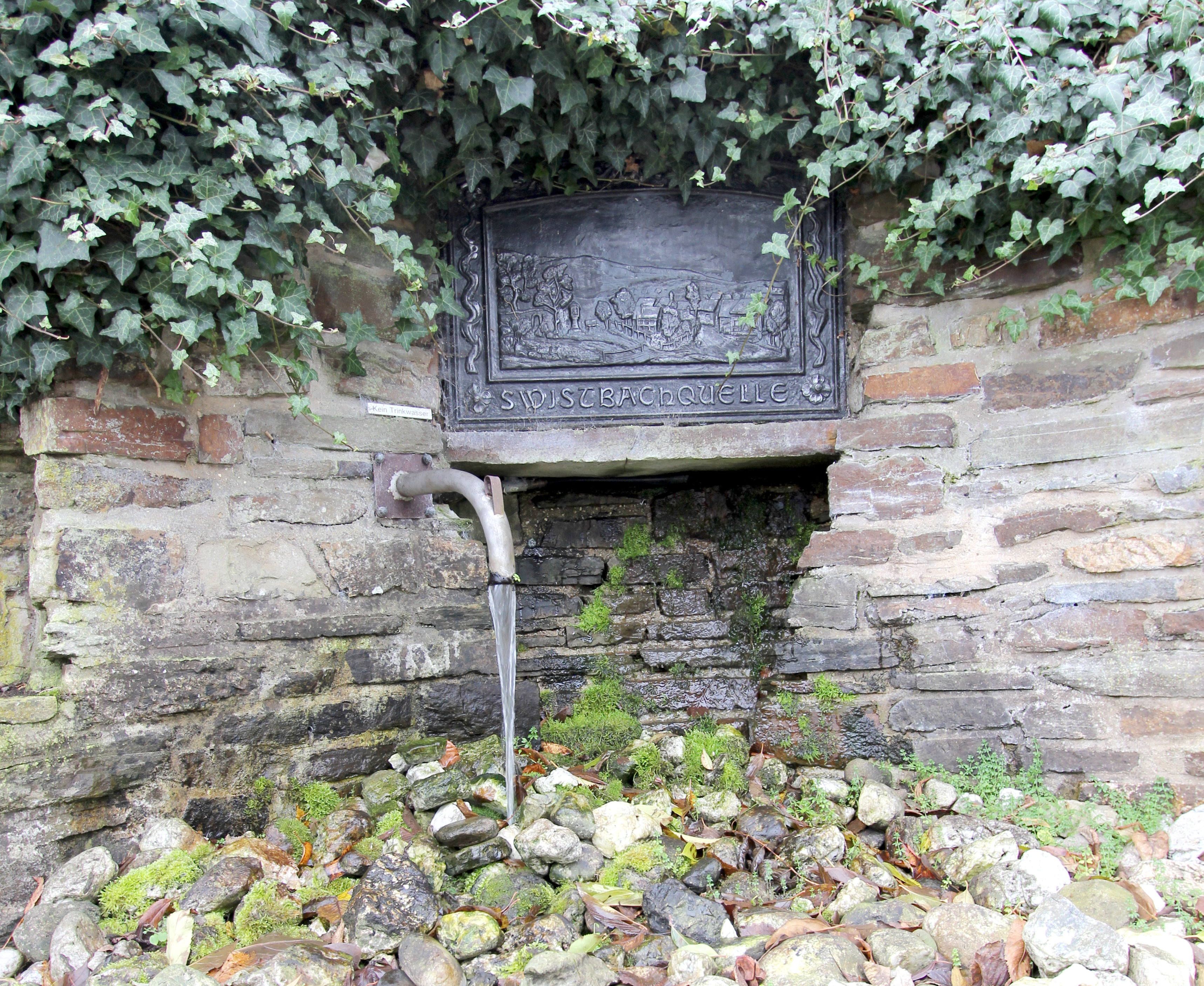
Swistbachquelle

### Bauwerke
- Kapelle St. Geronis und St. Bartholomäus
- Siechenhauskapelle St. Maria und St. Antonius
- Basalt-Brunnen am Dorfgemeinschaftshaus vom Bildhauer Rudolf P. Schneider
- Swistbachquelle mitten im Ort

Siehe auch: Liste der Kulturdenkmäler in Kalenborn (bei Altenahr)

### Grünflächen und Naherholung
- Zahlreiche gut ausgebaute Wald- und Wanderwege – u. a. in das Wildgehege um das Forsthaus Weißerath[9], nach Altenahr oder zur Berghütte Akropolis[10]
- Kinderspielplatz
- Sportplatz südwestlich vom Ort
- Wanderhütte am Sportplatz

## Wirtschaft und Infrastruktur

### Unternehmen
Es gibt zwei Reitanlagen mit Reithallen und angeschlossener Gastronomie sowie Hotel/Restaurant-Betriebe an der Kalenborner Höhe und neben der Sommerrodelbahn. Der Bauernhof im Luisenhorst vermarktet eigene Produkte. Ein Betrieb an der Hilberather Straße bietet u. a. Kaminholz an.

### Verkehr
Östlich an Kalenborn vorbei führt die in Nord-Süd-Richtung verlaufende Bundesstraße 257 und verbindet den Ort mit Altenahr im Süden und Gelsdorf im Norden. Die Landesstraße 78 durchquert Kalenborn und verläuft von der B 257 in Nordwestrichtung nach Rheinbach.